# پتروویچی، استان اسمولنسک
پتروویچی، استان اسمولنسک (روسی: Петро́вичи) یک روستا در
استان اسمولنسک روسیه است.
این روستا محل تولد آیزاک آسیموف نویسندهٔ آمریکایی روسی‌تبارِ است.